# Mühlbach
El Mühlbach es un canal que comienza en Katzelsdorf (Austria) a partir del río Leita y desemboca en el canal Kehrbach en el Parque de la Academia de Wiener Neustadt (Austria).
El Mühlbach pasa por detrás del castillo de Katzelsdorf y prosigue hacia Muhlgasse. En 1995, el municipio de Katzelsdorf adquirió una pequeña central hidráulica en desuso y la puso en funcionamiento de nuevo.

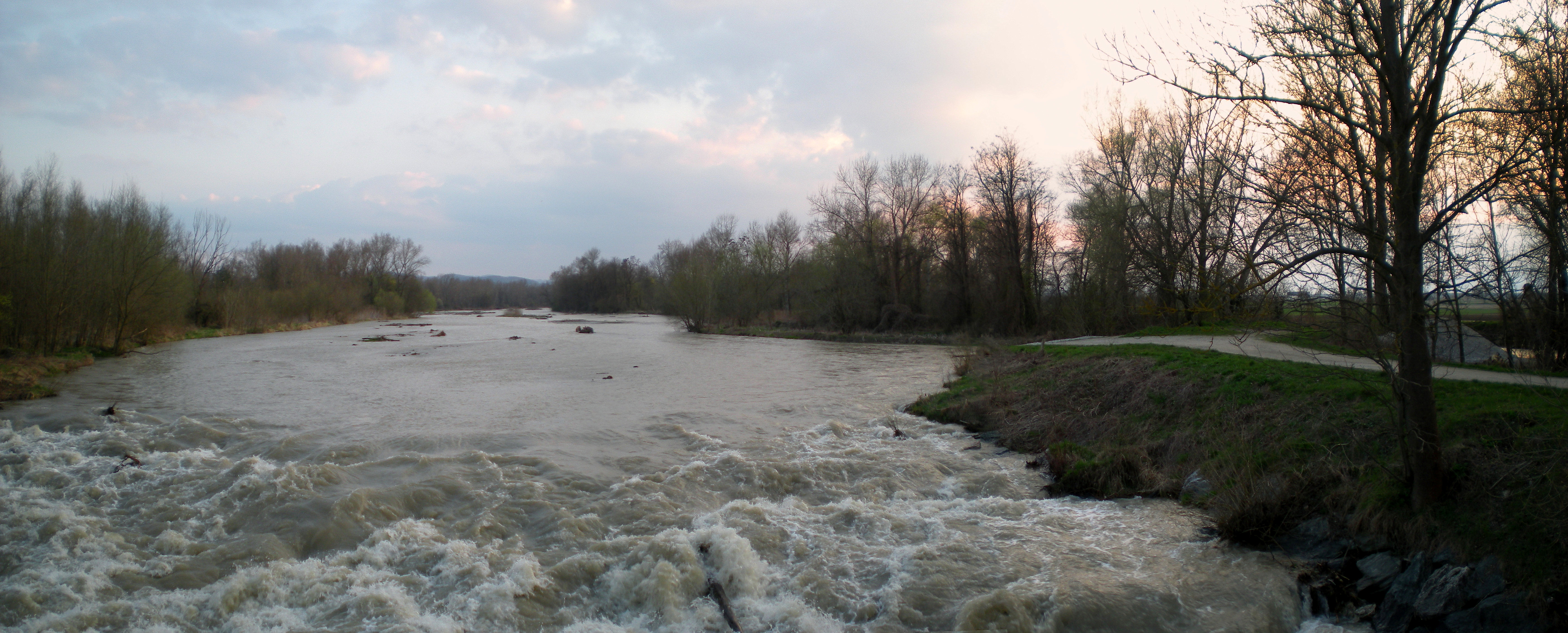
Abril de 2009, el Leita durante el deshielo.
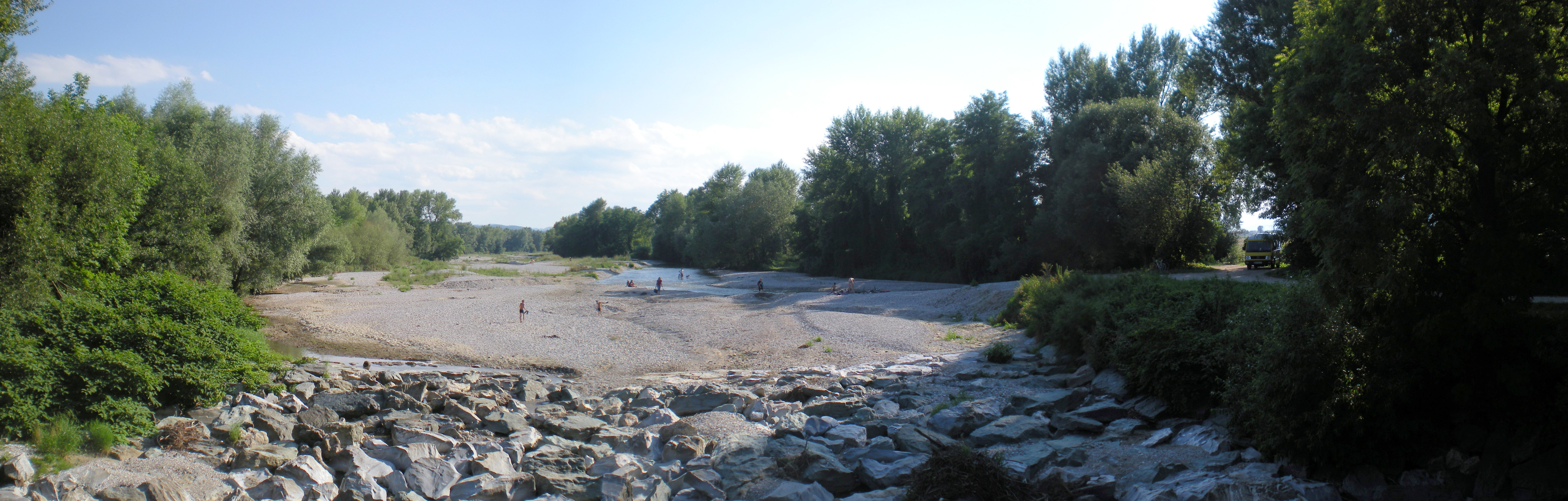
Agosto de 2010, el Leita seco mientras que el Mühlbach lleva toda el agua.